# اندی براون (بازیکن فوتبال، زاده ۱۹۷۶)
اندی براون (انگلیسی: Andy Brown؛ زادهٔ ۱۱ اکتبر ۱۹۷۶) بازیکن فوتبال اهل اسکاتلند است.

## باشگاهی
از باشگاه‌هایی که در آن بازی کرده‌است می‌توان به باشگاه فوتبال هال سیتی اشاره کرد.